# Pseudaulacaspis canarium
Pseudaulacaspis canarium är en insektsart som beskrevs av Hu 1986. Pseudaulacaspis canarium ingår i släktet Pseudaulacaspis och familjen pansarsköldlöss. Inga underarter finns listade i Catalogue of Life.